# Oliver Morosco

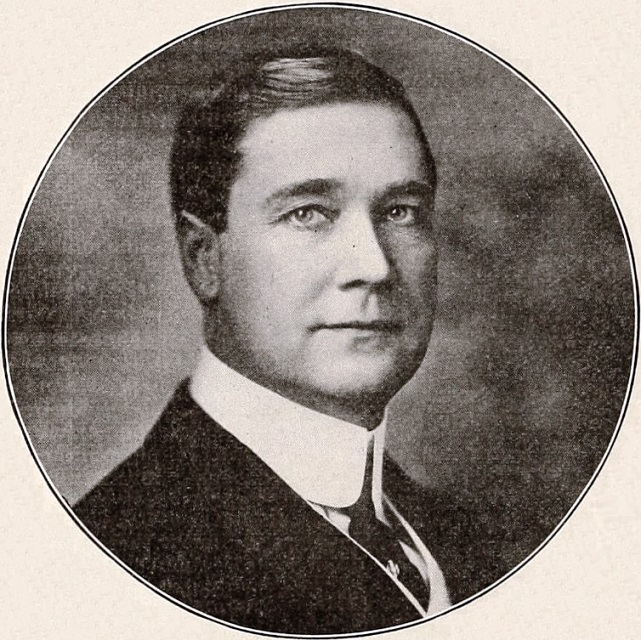
Oliver Morosco, de una revista de 1916

Oliver Morosco (20 de junio de 1875 - 25 de agosto de 1945) fue un productor teatral, director, escritor, productor cinematográfico y propietario de teatro estadounidense. Fue dueño de la Morosco Photoplay Company. Llevó a muchos de sus actores teatrales a la pantalla. Frank A. Garbutt estaba a cargo del negocio cinematográfico.La compañía se fusionó con la Corporación Famous Players-Lasky de Adolph Zukor en 1916.

## Biografía
Nació como Oliver Mitchell en Logan (Utah), y era hijo de John Leslie Mitchell y Esmah Badure Montrose. Cuando los Mitchell se divorciaron, Esmah Mitchell llevó a sus dos hijos a California y llegaron finalmente a San Francisco. A la edad de seis años, Oliver y su hermano Leslie, tres años mayor que él, fueron contratados por Walter M. Morosco (1846–1901) para actuar en su troupe acrobática, el Royal Russian Circus, que en ese entonces era una atracción regular en Woodward's Gardens, un popular parque de diversiones de San Francisco.
Walter M. Morosco llegó a un acuerdo con Esmah Montrose Mitchell para convertirse en el padre adoptivo de sus hijos y darles su apellido. Él era un empresario teatral además de ser un acróbata, y era dueño y gestionaba el Gran Teatro de Ópera Morosco, uno de los principales teatros de San Francisco. Cuando Oliver era adolescente, su padre adoptivo asumió la gestión de otro lugar en San Francisco, el Anfiteatro, y de El Auditorio en San José (California), y nombró a Oliver como gerente de ambos locales.
En 1899, Oliver Morosco se mudó a Los Ángeles para comenzar su carrera independiente como empresario teatral. Se hizo cargo del arrendamiento del problemático Teatro Burbank y pronto lo convirtió en un éxito con una serie de compañías de repertorio y espectáculos protagonizados por los actores populares de la época.Estrellas como Wilton Lackaye, Richard Bennett, Edgar Selwyn y Margaret Illington actuaron en el Teatro Burbank. Varias obras originales se estrenaron por primera vez en el Burbank y luego se presentaron en la ciudad de Nueva York, tales como "La rosa del rancho" de Richard Walton Tully, y las obras de teatro "The Country Boy" y "The Arab" del actor y dramaturgo Edgar Selwyn.
En 1908, Morosco se convirtió en el arrendatario del nuevo Teatro Majestic, en Broadway (Los Ángeles), y en 1911 asumió la gestión del antiguo Teatro de Los Ángeles en Spring Street, que durante varios años había sido la sede en Los Ángeles del Orpheum Vaudeville Circuit, y lo rebautizó como Teatro Lyceum. También estableció una asociación con los intereses Belasco-Meyer de San Francisco para hacerse cargo de la gestión de sus teatros en la costa oeste, incluido el Teatro Belasco de Los Ángeles, el principal rival del Burbank como casa de repertorio. En 1913, inauguró el Teatro Morosco en Broadway, el teatro más lujoso construido hasta entonces en Los Ángeles.

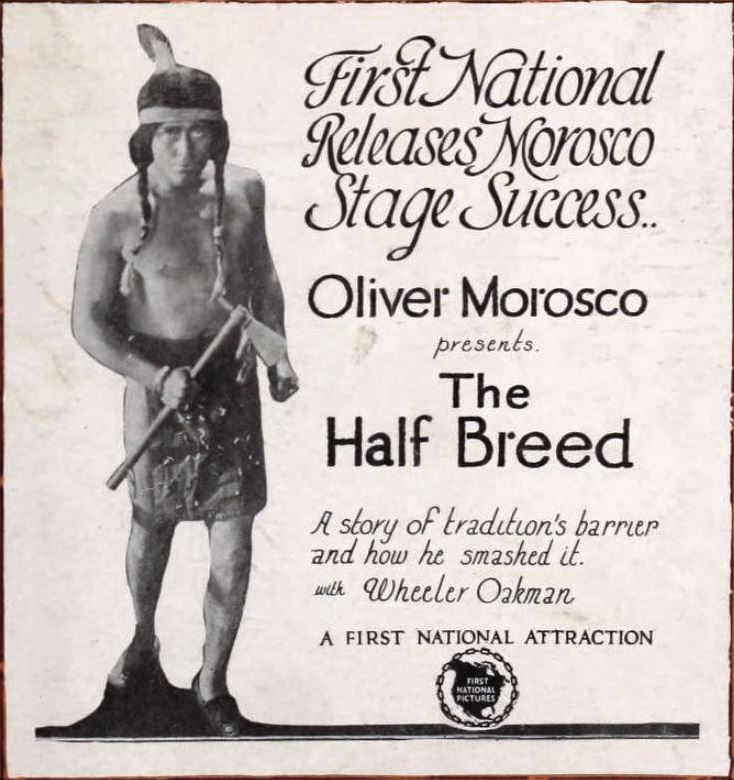
Anuncio de la obra de 1922, The Half Breed

Aunque Los Ángeles seguía siendo su hogar, Morosco comenzó a producir obras de teatro en la ciudad de Nueva York en 1906 y montó más de 40 producciones en Broadway como, por ejemplo, Peg o' My Heart y The Bird of Paradise, ambas protagonizadas por Laurette Taylor. Contribuyó con letras a una canción de Victor Schertzinger que había agregado al musical de L. Frank Baum y Louis F. Gottschalk, The Tik-Tok Man of Oz, que produjo en 1913. A través de este espectáculo descubrió a Charlotte Greenwood y la convirtió en una estrella. En 1917, inauguró el Teatro Morosco en Nueva York.
En 1919-1920, produjo el melodrama satírico escrito por Edward Everett Rose, The Master Thief , protagonizado por Francis X. Bushman y Beverly Bayne. En 1922, produjo The Sporting Thing To Do, de Thompson Buchanan, en el Auditorio Filarmónico de Los Ángeles, y luego llevó la obra a Broadway en 1923.
En 1926, el antes exitoso Morosco se declaró en bancarrota, habiendo perdido parte de su fortuna debido a una gran compra especulativa de tierras en California donde planeaba crear una urbanización llamada "Morosco Town".

## Fallecimiento
Falleció a la edad de 69 años, atropellado por un tranvía en Hollywood. Se había casado cuatro veces y era el padre de Walter Morosco, el productor cinematográfico.

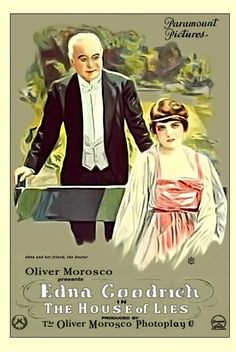
Póster de la película de 1916 The House of Lies (La casa de las mentiras).

## Filmografía
- Pasquale (1916)
- The House of Lies (1916)
- Her Father's Son (1916)
- Redeeming Love (1916)
- The Happiness of Three Women (1917)
- Out of the Wreck (1917)
- The World Apart (1917)
- Big Timber (1917)
- The Varmint (1917)
- Jack and Jill (1917)
- Tom Sawyer (1917)[2]
- The Half Breed (1922)